# Societat d'Atracció de Forasters
La Societat d'Atracció de Forasters –Syndicat d'Initiative– fou una organització de foment i promoció del turisme de la ciutat de Barcelona que va funcionar entre 1908 i 1939 amb l'objectiu de posar a disposició de viatgers i turistes tota mena d'informació sobre Barcelona i Catalunya. Va obtenir subvencions per part de l'Ajuntament i la Diputació de Barcelona, i ben aviat va crear una oficina informativa per facilitar documentació i dades relatives a itineraris, mitjans de transport, visites a establiments, allotjament, etc. També va fer el servei de guia i recepció de forasters i va treballar amb altres entitats similars d'aquí i de l'estranger. Formà part de la Federación de Sindicatos de Iniciativa y Turismo i es va convertir en una entitat activa en la promoció del turisme.
Va efectuar una obra important quant a publicacions a través de prospectes, cartells i publicacions sistemàtiques. Amb la Guerra Civil, l'entitat es va trobar amb molts entrebancs per continuar i va acabar desapareixent.

## Història
La societat va ser fundada l'1 d'abril de 1908, mentre era alcalde de Barcelona en Domènec Sanllehy i Alrich. La Societat tenia les oficines al número 30 de la Rambla. Era una entitat semiprivada, patrocinada i subvencionada per l'Ajuntament de Barcelona i per la Diputació de Barcelona. També van participar en el seu finançament organitzacions i institucions industrials, comercials, artístiques i científiques.
L'any 1909, la Societat va crear la primera oficina d'informació turística municipal.
Entre desembre de 1910 i agost de 1936, la Societat va publicar la revista mensual Barcelona Atracción, que seria una referència informativa i òrgan de difusió de l'entitat. A més, editava mapes i treballs monogràfics amb il·lustracions seleccionades de monuments i edificis barcelonins i d'altres poblacions catalanes. Hi van col·laborar autors com A. Duran i Sanpere, M. Faura i Sana, J. Botet i Sisó, J. Roca i Roca, entre d'altres. Paral·lelament editava guies turístiques de Barcelona denominades "Select Guide" i opuscles sobre Barcelona editats en català, castellà, francès i anglès.
Per desenvolupar els seus objectius de foment i millora dels serveis turístics tant de Barcelona com de la resta de Catalunya i Balears, la Societat d'Atracció de Forasters va desenvolupar una xarxa de delegats que, el 1913, eren més de dos-cents i a l'últim període de vida de la Societat van arribar a més de tres-cents, escampats pels cinc continents.
El primer president i fundador de la Societat d'Atracció de Forasters fou l'alcalde de Barcelona, Domènec Sanllehy i Alrich, que ho va ser fins a la seva mort, el 9 de gener de 1911. El va substituir Marià Rubió i Bellver. El primer secretari general fou Manuel Folch i Torres. Un dels vocals més actius de la Societat fou Manuel Ribé Labarta, que es va convertir en un veritable relacions públiques de l'Ajuntament de Barcelona des del seu càrrec de cap de cerimonial i cap de la Guàrdia Urbana, cos que justament va crear ell mateix.
La Societat d'Atracció de Forasters va ampliar la seva tasca de promoció amb l'organització de concursos de cartells turístics, fotografies, guies-itinerari d'excursions i monografies sobre poblacions típiques i monuments arqueològics de Catalunya.
A petició del seu president, Marià Rubió, al govern de Madrid, la dictadura de Primo de Rivera va crear el 1928 el Patronato Nacional de Turismo, que va durar fins a la guerra civil, concretament fins a l'any 1938, amb la voluntat de donar suport des de l'estat espanyol a la promoció del turisme, tam com ja ho feien Suïssa, França i Itàlia.
Durant la guerra civil espanyola, el turisme es va veure pràcticament paralitzat a la ciutat. Alguns dels hotels, com el Ritz i el desaparegut Hotel Colón, a la Plaça de Catalunya, foren confiscats, respectivament, per la CNT-FAI i el Partit Obrer d'Unificació Marxista (POUM). La Societat d'Atracció de Forasters de Barcelona també va desaparèixer amb la guerra civil. Malgrat tot això, l'emblemàtica revista Barcelona Atracción va tornar a sortir entre el 1945 i el 1954, publicada per la Junta Provincial de Turisme.